# 爱丽丝历险记
《爱丽丝历险记》，马来西亚奇想影视有限公司爱情悬疑电视剧，由庄仲维、陈子颖、李伟燊、劉秀薇、蔡昕乐领衔主演。此剧为马来西亚首部以童话故事为概念的电视剧，亦是ntv7十八周年台庆剧，监制为陈炳丰。

## 播出时间

### 首播
| 频道 | 所在地   | 播放日期     | 首播時间                 |
| ---- | -------- | ------------ | ------------------------ |
| ntv7 | 马来西亚 | 2016年7月4日 | 星期一至四 21:30 - 22:30 |

### 重播
| 频道 | 所在地   | 播放日期     | 首播時间                 |
| ---- | -------- | ------------ | ------------------------ |
| ntv7 | 马来西亚 | 2020年6月8日 | 星期一至日 18:00 - 19:00 |

## 故事概要
Alice（陈子颖饰演）躺在病床上，全身都插满管子，这时候的她才知道原来真正的爱丽丝掉进兔子洞之后会是这样的结局……
Alice是个喜欢幻想自己活在童话故事里的大女孩，常常都幻想自己是《爱丽丝梦游仙境》里的爱丽丝。大学毕业后，Alice在父母的玩具店里帮忙，闲暇时就会沉迷她的童话故事，一整天足不出户。Alice的父母为了避免以后她不能照顾自己，于是想尽办法，让她出去工作。阴差阳错下，Alice到一家糖果公司面试，竟面试成功，在那家糖果公司的宣传部工作。Alice原本以为这家公司的名字 “The Wonderland” 会跟童话故事一样很有趣，但奇怪的同事们让Alice感觉到公司的气氛非常古怪。当中有霸道的公司总经理蒋勋（庄仲维饰演）、自私自利的Matt（李诗斌饰演）、刻薄的Mickey（庄群施饰演）、胆小怕事的Madam Kwan（颜慧怡饰演）以及善良的白正恩（蔡昕乐饰演）。蒋勋是同事之间公认最难相处的人，霸道冷酷，不近人情。宣传部主任Shirley却经常找机会接近蒋勋，两人因此被传是情侣。兔兔是个善良的小女生，她也是Alice在公司里唯一的朋友。
在新产品的行销会议里，Alice建议以爱丽丝梦游仙境作为宣传概念，蒋勋竟然通过了Alice的提议，让所有人大跌眼镜。同事们为了配合Alice天马行空的要求，加班工作，怨声连连。翌日公司聚集了许多人和警察，原来Shirley意外掉下电梯槽死了！同事之间议论纷纷，有人更看到猜测Shirley的死和蒋勋有关。晚上，Alice梦见自己和Shirley在公园一起看着一只奇怪的兔子，接着Shirley就不小心掉进了兔子洞，Alice因此惊醒。后来Alice把Shirley掉下电梯槽的事，和爱丽丝的童话串联起来，和同事们分享，却遭到他们的吐槽。警方终于证实了Shirley的死为意外，公司的气氛顿时轻松许多。公司为了加强保安而增加人手，其中有个俊帅年轻的新保安人员俊皓（李伟燊饰演），他和Alice原来是小学同学。俊皓是个傻里傻气的人，常常有他出现的地方就会发生小灾难，公司上下都对他敬而远之，只有Alice支持俊皓，让俊皓感动。俊皓更像是Alice的守护神一样，在Alice需要的时候及时的伸出援手，两人经常出双入对，因此让暗恋俊皓的兔兔伤心，更让同时对Alice有好感的蒋勋妒忌。
Alice发现蒋勋有一位经常到公司探班的妹妹蒋之乔（刘秀薇饰演），Alice打算接近小乔，借此摸清蒋勋的底细，没想到Alice和小乔都是童话故事迷，两人一拍即合。Alice也顺利从小乔身上打听到关于蒋勋和Shirley的关系，更发现蒋勋仿佛被人下了诅咒，凡是和靠近蒋勋的女生，都不会有好的下场，最后必定分开，要不就是发生意外身亡！
Shirley死后，公司里不断谣传着闹鬼，公司的电梯常常故障，经常停在2楼，大家都认为是Shirley的鬼魂在搞怪。Shirley的哥哥Andy（李承运饰演）认为是蒋勋害死了自己的妹妹，于是指示Mickey去破坏推介礼，幸好最终Alice把问题解决了。事情东窗事发后，Mickey愤然辞职。就在当晚Alice因忘了把设计图交给毛叔而返回公司，她竟发现Mickey死在蓄水池里！同事们相继去世，令Alice觉得The Wonderland公司一定有不可告人的秘密。
其实Shirley的死并不是意外！案发当晚，Shirley被蒋勋发现原来她被恐吓是自己自导自演，而目的就是为了让蒋勋多注意自己。蒋勋发现后与Shirley彻底翻脸，Shirley回到公司后发现Matt等人一起在取笑她，她一时生气而与他们在电梯旁起了争执。当时Alice因母亲受伤而提前下班，因此她完全不知道发生了什么事。就在争执时，Shirley意外被推下正在维修的电梯里。Matt和Mickey担心会招惹麻烦，威胁兔兔和Madam Kwan不准报警，否则就会把所有责任推到他们身上！
Shirley死后，Madam Kwan升职代替了Shirley的位置，并开始变得神经质，常常疑神疑鬼，认为是Shirley的鬼魂回来报仇！电梯一直故障，令Madam Kwan更加认定是Shirley在搞怪。后来，Madam Kwan更索性不用电梯，选择爬楼梯。Madam Kwan的病情越来越严重，常常会看到一大堆的血迹，就连别人碰她的肩膀都会吓一大跳，然后大骂那人。Alice担心Madam Kwan，于是建议Madam Kwan去看心理医生，医生开了一些镇定剂给她。Madam Kwan服了镇定剂后病情不但没有改善，反而更加严重，就连董事长交代的事都做得乱七八糟。一晚，Madam Kwan在回家的途中，突然看见了Shirley的鬼魂，吓得立刻跑回家。翌日，Madam Kwan被Alice和兔兔发现暴斃在茶水间里，送院抢救后证实是因为服药过量而导致心脏衰竭，最终抢救失败，连Madam Kwan都去世了。
兔兔和Matt开始担心有神秘人看到了当天所发生的事情，那个人是要替Shirley报仇的，于是他们想尽办法要把那人给引出来。董事长夫人未免员工不安，于是就在公司楼下做了一场法事。就在这过程中，兔兔看见了一个黑影闪过，吓得立刻追向前，Matt觉得神秘人终于被引出来了，于是立刻追上。Alice和俊皓发现了Matt和兔兔在楼梯被神秘人袭击，可是却不见人。原来那人跑向了停车场，正好遇上了蒋勋和小乔，那人竟是蒋勋的亲生父亲—李鹏！
李鹏多年前因被冤枉偷钱而被The Wonderland解雇，但其实偷钱的人是Matt和Mickey。
平常不苟言笑的蒋勋对着Alice的时候，总是泛起淡淡的微笑仿佛对她有好感。Alice不知道，其实蒋勋是自己的童年玩伴，而他从小就已经暗恋Alice。Alice明知道接近蒋勋就不会有好的下场，但却被蒋勋神秘的气质吸引，不知不觉地跌入兔子洞里……

## 演员阵容

### 主要演員
| 演员   | 角色           | 介绍 |
| 陈子颖 | Alice 王艾利   | 活泼爱笑、沉迷童话故事、喜欢幻想、有点冒失、温柔体贴、富有好奇心,喜欢蒋勋。                                |
| 庄仲维 | 蒋勋           | 沉默寡言、神秘且孤僻、工作态度很认真、公事公办,喜欢Alice.                                                  |
| 李伟燊 | 孙俊皓         | 阳光热情、有正义感、是公司新来的保安人员,喜欢Alice.                                                        |
| 刘秀薇 | 蒋之乔         | 天真单纯、惹人怜爱、也是童话故事迷。别的女人只要和蒋勋在一起，她就会想尽办法让其和蒋勋分开，甚至是让其死亡 |
| 蔡昕乐 | 白正恩（兔兔） | 善良可爱、平易近人、随和、温暖如春、勇敢，喜欢孙俊皓。                                                     |

## 軼事
- 此剧为马来西亚首部以童话故事为概念的电视剧。
- 此剧为ntv718周年台庆剧。
- 此剧女主角“Alice王艾利”原由张惠虹演出，因撞了婚期而改由陈子颖接替。
- 此剧为陈子颖首部饰演第一女主角的剧集，亦是首度担任台庆剧女主角。
- 此剧为庄仲维继假面后再度担任台庆剧第一男主角。
- 此剧为李伟燊、刘秀薇以及蔡昕乐首部主演的剧集。

## 電視節目的變遷
| 马来西亚 ntv7 星期一至四 21:30 - 22:30 | 马来西亚 ntv7 星期一至四 21:30 - 22:30      | 马来西亚 ntv7 星期一至四 21:30 - 22:30 |
| -------------------------------------- | ------------------------------------------- | -------------------------------------- |
|                                        | 爱丽丝历险记 （2016.07.04 - 2016.08.15）    |                                        |
| 重案狙击II （2016.05.11 - 2016.06.30） | 十年…你还好吗？ （2016.08.16 - 2016.09.19） |                                        |

## 注明
1. ↑  Crystal Ooi. . Almond Magazine. 2016年6月23日  [2016年7月29日]. （原始内容存档于2017年8月24日）.